# 傑維斯灣

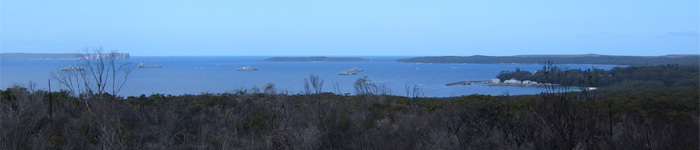
從山頭遠眺傑維斯灣。相片於2006年2月6日拍攝，當時奎斯威爾海軍學院正舉行運動日，所以有10艘皇家澳洲海軍船隻停泊。

杰維斯灣（英語：Jervis Bay；“Jervis”/ˈdʒɑːrvɪs/ 或當地/ˈdʒɜːrvɪs/)，又譯查維斯灣或渣維斯灣，是一個位於澳大利亞東南部的大海灣，湾岸分属新南威爾士州、傑維斯灣領地及澳大利亞首都領地的一块飞地，是澳大利亞首都领地的出海口。澳洲皇家奎斯威爾海軍學院（HMAS Creswell）就在傑維斯灣畔的傑維斯灣領地內，位於傑維斯灣村（Jervis Bay Village）及格蘭柏治（Greenpatch）之間。

## 歷史
查維斯灣的名字源於英國海軍元帥约翰·杰维斯（John Jervis，1735年-1823年），於1791年由Richard Bowen命名。George Bass在1797年為澳大利亞東南岸丈量時，亦曾進入傑維斯灣。
1960年代後期，澳大利亞第一及唯一的核電廠計劃原訂於當地興建，而且亦已完成土地平整，但計劃結果並未有開展。

### 讀音問題
依據杰維斯元帥生活時的口音，杰維斯灣的名稱應該跟杰維斯元帥的姓氏一樣，讀作/ˈdʒɑrvɨs/，這也是澳洲其他地方的通用讀音，不過當地居民則把這個地名讀作[ˈdʒɜːvəs]。

## 地理

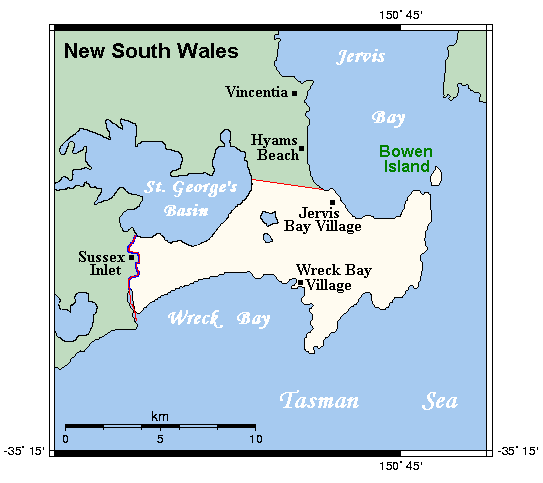
杰维斯湾位於杰维斯湾地区以北、垂直角（右上方）以南。

傑維斯灣是一個南北16公里長，東西10公里寛的天然港，位於悉尼以南150公里。

## 旅遊及休閒

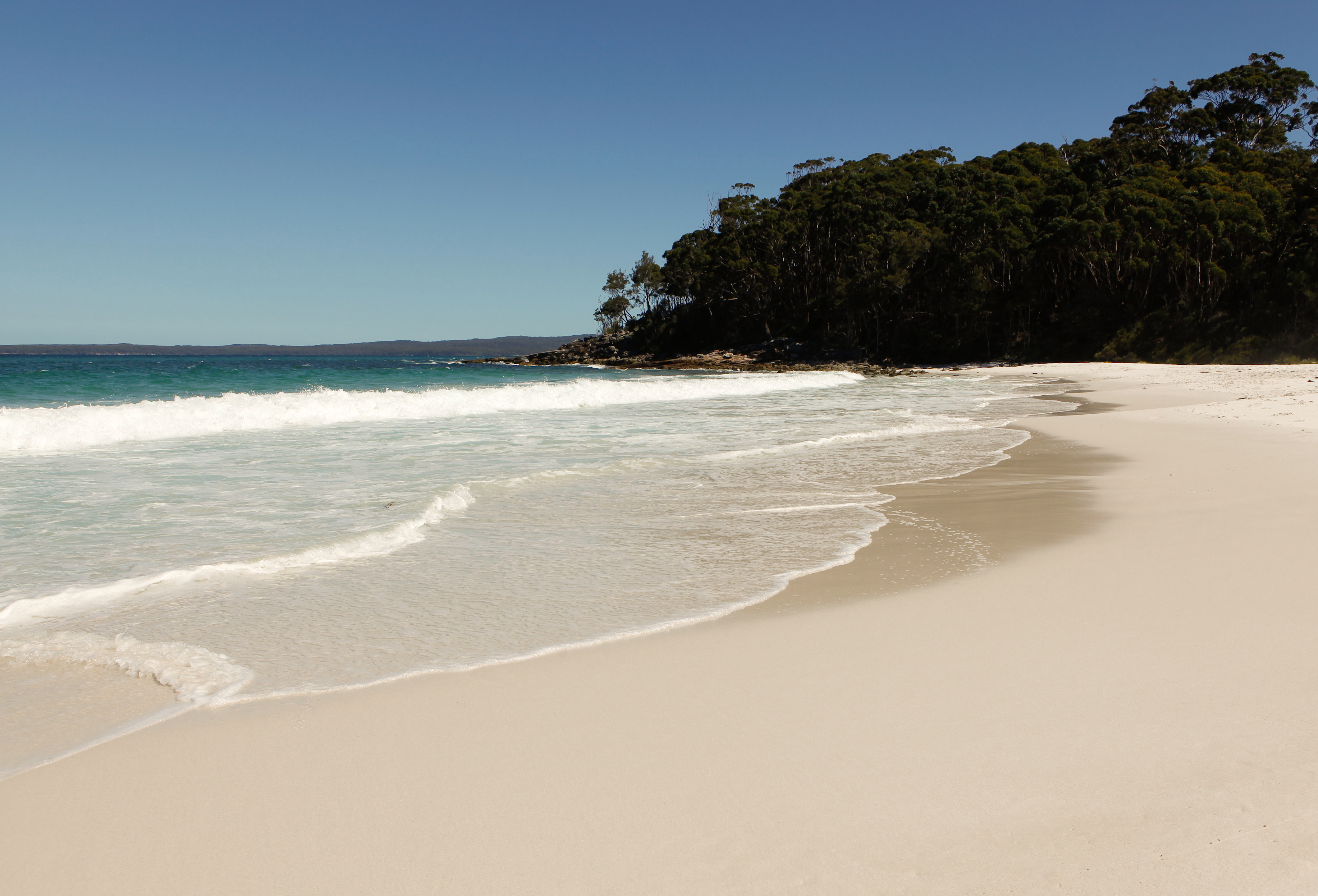
傑維斯灣的海灘

傑維斯灣是一個適合徒手潛水（浮潛）及休閒釣魚的地方，當地亦有扇貝的養殖場。
傑維斯灣亦是觀鯨的理想地點，由於傑維斯的出口正處於鯨類南北遷移的路線上，部分鯨類會選擇在傑維斯灣中途休息。根據觀察，大多數在傑維斯灣出現的鯨類都是座头鲸，牠們會於六月到十一月間沿著澳大利亞東岸遷徙。除了座头鲸以外，南露脊鯨、殺人鯨、假殺人鯨、小鬚鯨亦有發現，有時甚至連藍鯨亦會出現。
旅遊業是傑維斯灣當地居民的其中一項主要收入來源，並為其周邊事業製造商機。在傑維斯灣，有兩家非營利的社區志工組織為旅客提供旅遊資訊服務，分別為：Tourism Jervis Bay 及 Jervis Bay Tourism Inc.。地區議會亦有在Nowra 及 Ulladulla 設有旅客資訊中心。

### 引用
1. ↑  Macquarie Dictionary, Fourth Edition (2005). Melbourne, The Macquarie Library Pty Ltd. ISBN 1-876429-14-3
2. ↑  遠東英漢字典，梁實秋主編，1960年2月。
3. 1 2   (PDF).   [2009-09-20].[永久]

## 外部連結
- Tourism Jervis Bay
- Jervis Bay Tourism （页面存档备份，存于）